# Édition de minuit
Pour plus de détails, voir Fiche technique et Distribution.
Édition de minuit (titre original : News Is Made at Night) est une comédie américaine réalisée par Alfred L. Werker, sortie en 1939. 
Le film met en vedette Preston Foster, Lynn Bari, Russell Gleason, George Barbier, Eddie Collins et Minor Watson. Il est sorti le 21 juillet 1939 par la 20th Century Fox,,.

## Fiche technique
- Titre original : News Is Made at Night
- Réalisation : Alfred L. Werker
- Scénario : John Francis Larkin
- Photographie : Ernest Palmer
- Montage : Nick DeMaggio
- Direction artistique : Richard Day, Chester Gore
- Producteur : Sol M. Wurtzel
- Société de production et de distribution : Twentieth Century Fox
- Pays d'origine : États-Unis
- Format : Noir et blanc - 35 mm - 1,37:1 - Son mono
- Durée : 70 minutes
- Dates de sortie :
  - États-Unis : 12 juillet 1939
  - France : 23 août 1939

## Distribution
- Preston Foster : Steve Drum
- Lynn Bari : Maxine Thomas
- Russell Gleason : Albert Hockman
- George Barbier : Clanahan
- Eddie Collins : Billiard
- Minor Watson : Charles Coulton, alias Clifford Mussey
- Charles Halton : Lieutenant gouverneur Elmer Hinge
- Paul Harvey : Inspecteur Melrose
- Richard Lane : Barney Basely
- Charles Lane : Procureur de district Rufe Reynolds
- Betty Compson : Kitty Truman
- Paul Fix : Joe Luddy
- Paul Guilfoyle : Bat Randall